# Enfermedad cardíaca hipertensiva
La enfermedad cardíaca hipertensiva es la hipertrofia patológica de las células cardíacas del  corazón como respuesta a las mayores demandas exigidas por la hipertensión arterial y factores hereditarios, entre las principales causas. Los criterios de una cardiopatía hipertensiva son la hipertrofia ventricular izquierda no explicada por ninguna otra patología cardiovascular y antecedentes de hipertensión arterial. Es una de las causas más frecuentes de mortalidad a nivel mundial.

## Principales causas
Entre las principales causas se encuentran las siguientes:
- Edad
- Factores secundarios como tabaquismo, alcoholismo, drogadicción entre otras adicciones, así como obesidad, hipertensión, etc.

## Etiología
La hipertensión arterial, el tabaquismo entre otras adicciones y la obesidad aumentan el esfuerzo y la carga de trabajo del corazón de forma patológica (a diferencia de la hipertrofia cardíaca fisiológica, ya que esta mantiene la proporcionalidad entre miocitos, el intersticio y la vascularización con respecto al aumento de la masa muscular en los ventrículos, capaz de realizar una regresión completa cuando cesa el estímulo, siendo éste el ejercicio físico.) causando con el tiempo, trastornos como la hipertrofia (engrosamiento) de los ventrículos, en especial el ventrículo izquierdo. La hipertrofia cardíaca es una respuesta compensadora a la sobrecarga de presión y tiende a causar trastornos de la función del miocardio, insuficiencia cardíaca congestiva y muerte súbita cardíaca. El gasto cardíaco disminuye en estos casos, ocasionando insuficiencia cardíaca congestiva, apoplejía y enfermedades isquémicas. La cardiopatía hipertensiva también contribuye al engrosamiento de las arterias, aumentando el riesgo de un aneurisma y agravando uno ya existente aterosclerosis.

## Patología
Se evidencia hipertrofia circunferencial del ventrículo izquierdo, sin dilatación concéntrica, es decir, un engrosamiento de la pared ventricular mayor de 2 cm. El corazón aumenta de peso, que puede llegar a más de 500 g. Histológicamente se ve un aumento del diámetro transversal de los miocitos con variaciones en el tamaño de las células y fibrosis intersticial.

## Tratamiento
- Mantener un estricto cuidado en el consumo de sal, grasas, energéticos y otros alimentos de escaso valor nutricional.
- No fumar, no beber alcohol, no tener adicciones a sustancias nocivas para la salud.
- Mantener un estricto control con el peso.
- Manejar una estrecha correlación de la presión arterial en los pacientes con antecedentes o que cursen con esta patología.
- No realizar ni deportes extremos, ni ejercicios forzados ni cargar objetos que superen los 7 kg de peso.
- De no seguir estas recomendaciones se pronostica que en el 90 % de los pacientes con antecedentes de esta patología regrese el padecimiento con mayor agresividad.[6]